# Benatae
Benatae er en by og kommune i det sydlige Spanien i provinsen Jaén. Den har et indbyggertal på 429 (2024) indbyggere.